# Turpan
Turpan, även känt som Turfan, är en stad på prefekturnivå i den autonoma regionen Xinjiang i nordvästra Kina. Den ligger omkring 190 kilometer sydost om regionhuvudstaden Ürümqi. 
Turpaen är en oas i nordvästra änden av Turpandepressionen. Det är en mycket gammal anhalt på Sidenvägen; på platsen fann man 1978 mumifierade kroppar daterade till omkring 2000 f.Kr., möjligen efter tokharerna. Nära Turpan låg den forntida staden Gaochang, även känd som Qocho.

## Administrativ indelning
Turpan indelas i ett stadsdistrikt  och två härad:
|    |                        |           |               |                            |                            |                          |            |                          |
| Nr | Namn                   | Kinesiska | Pinyin        | Uiguriska (arabisk skrift) | Uiguriska (latinsk skrift) | Befolkning (2010 Census) | Area (km²) | Befolkningstäthet (/km²) |
| 1  | Gaochang stadsdistrikt | 高昌区    | Gāochāng qū   | قاراھوجا رايونى            | Qarahoja Rayoni            | 273 385                  | 13 690     | 19,96                    |
| 2  | Piqan härad            | 鄯善县    | Shànshàn xiàn | پىچان ناھىيىسى             | Pichan nahiyisi            | 231 297                  | 39 759     | 5,81                     |
| 3  | Toksun härad           | 托克逊县  | Tuōkèxùn xiàn | توقسۇن ناھىيىسى            | Toqsun nahiyisi            | 118 221                  | 16 171     | 7,31                     |

Turpan uppgraderades 16 mars 2015 från prefektur till stad på prefekturnivå. Stadsdistriktet Gaochang fick då sitt nuvarande namn efter att tidigare varit en stad på häradsnivå med namnet Turpan.